# Szvjatosini repülőtér
A Szvjatosini repülőtér (ukránul: Аеродром Святошин) az ukrán Antonov repülőgépgyár gyári repülőtere Kijevben. A városközponttól 11 km-re északnyugatra, a főváros Szvjatosin városrészében fekszik, közvetlenül a repülőgépgyár üzemcsarnokai mellett. A repülőtér a gyár területéhez tartozik. Egy darab, 1800 m-es betonozott kifutópályával rendelkezik. A repülőteret főként repülőgépek berepülésére használják, de igénybe veszik az Antonov légitársaság gépei is. Erre a célra az Antonov vállalat egy másik repülőtérrel is rendelkezik Kijev közelében. Ez a Hosztomeli repülőtér.
A repülőgépgyár és a mai repülőtér közelében, a szireci mezőkön már 1910-es években katonai repülőtér működött, akkor ezt nevezték Szvjatosini repülőtérnek. Itt hajtotta végre 1913-ban az első bukfencet repülőgéppel Pjotr Nyesztyerov .